# 比德斯海姆
比德斯海姆是德国莱茵兰-普法尔茨州的一个市镇。总面积13.55平方公里，总人口580人，其中男性301人，女性279人（2011年12月31日），人口密度43人/平方公里。